# Louise Mulder
Louisa Francina (Louise) Mulder (Utrecht, 13 februari 1867 - Utrecht 13 april 1958 ) was een Nederlands sopraan.
Ze was dochter van koopman en winkelier Nicolaas Mulder en Catharina Antoinetta Nieboer. Haar Akte van overlijden vermeldt geen echtgenoot. 
Ze mocht van haar ouders eigenlijk niet de zangwereld instappen, maar meezingen in een oratorium stonden ze wel toe. Ze kreeg daartoe zangles van Richard Hol. Haar ontdekker is in wezen de zangeres Amalia Materna, die haar toen hoorde en zei: Wir treffen uns in Bayreuth. Mulder had daar niet op gerekend, maar Richard Hol, Joseph Kramer en Hugo Nolthenius schreven daarop naar Cosima Wagner. Zij vroeg Louise Mulder naar Bayreuth te komen, ondanks dat haar familie dat helemaal niet zag zitten. Ze moest voorzingen bij Cosima en Siegfried Wagner, ze gebruikte het Herdersgezang uit Tannhäuser; het leverde haar een aanstelling voor de Bayreuther Festspiele en bijnamen Der Hirt en Baureuther Evchen op. 
Mulder zong in die Duitse periode 1889 tot 1899 zes concerten met het Concertgebouw onder leiding van Willem Kes, Henri Viotta, Willem de Haan en Willem Mengelberg. In 1889 zong ze mee tijdens een Weldadigheidsconcert in het Paleis voor Volksvlijt. Daniël de Lange zag in 1889 een jonge zangeres met een prachtige stem, die nog verder ontwikkeld moest worden.   In 1891 zong ze mee in de Nederlandse première van de opera Tannhauser van Richard Wagner, hetgeen werd gevolgd door optredens in Bayreuth. Ze zou er de eerste Nederlandse zangeres zijn geweest. Ze kon er kennis maken met een reeks beroemde dirigenten: Felix Mottl, Hans Richter, Hermann Levi en Carl Muck; ze maakte er tevens kennis met Cosima Wagner (haar ontdekker) en Siegfried Wagner. Ze kreeg aanstellingen bij gezelschappen in Stuttgart (1894-1895), 
het gezelschap van dirigent Walter Damrosch in de Verenigde Staten (1896-1897), Riga in Lijfland (1896-1897) en vanaf 1898 in Coburg-Cotha, waar ze begon als zangeres in Tristan und Isolde. Er zou begin 20e eeuw sprake zijn van een aanstelling bij de Nederlandse Opera, maar die ging steeds niet door, alhoewel ze wel af en toe in Nederland zong. In 1910 trok ze zich terug uit het muziekleven, bleef echter wel lesgeven vanuit Coburg. Ze ontvluchtte in 1933 het opkomend Nazi-Duitsland (ze wist dat ze haar mond niet kon houden).
Ze overleed in 1958 Huize Wartburg te Utrecht. Het Vaderland noemde haar toen "De oudste Wagner-zangeres van deze tijd". Haar overlijden was ondanks haar vroegtijdig terugtrekken in 1958 landelijk nieuws. Ze werd begraven op Begraafplaats Soesterberg.
- Gemeinsame Normdatei: 133119645
- Virtual International Authority File: 11026195